# بن فالكون
بن فالكون (بالإنجليزية: Ben Falcone)‏ مواليد 25 أغسطس 1973 في كاربوندال، الولايات المتحدة، هو ممثل وكوميدي وكاتب سيناريو أمريكي بدأ مسيرته الفنية سنة 2001.

## الأعمال

### مسلسلات
- بنات غيلمور
- جوي
- بونز
- عرض لوني تونز
- دونت تراست ذا بي---- إن أبارتمينت 23
- النهايات السعيدة
- الفتاة الجديدة

## روابط خارجية
- بن فالكون على موقع IMDb (الإنجليزية)
- بن فالكون على موقع روتن توميتوز (الإنجليزية)
- بن فالكون على موقع ألو سيني (الفرنسية)
- بن فالكون على موقع ميوزك برينز (الإنجليزية)
- بن فالكون على موقع تيرنر كلاسيك موفيز (الإنجليزية)
- بن فالكون على موقع أول موفي (الإنجليزية)
- بن فالكون على موقع قاعدة بيانات الأفلام السويدية (السويدية)
- بن فالكون على موقع إن إن دي بي (الإنجليزية)
- بن فالكون على موقع قاعدة بيانات الفيلم (الإنجليزية)
- بن فالكون على موقع كينوبويسك (الروسية)